# Archaikum
Archaikum (archeozoikum, prahory) je geologické období (eón) Země, které následovalo po hadaiku a předcházelo proterozoiku. Nejčastěji se datuje do doby před 4 až 2,5 miliardami let. Název archaikum zavedl v roce 1872 americký geolog James Dwight Dana.

## Členění
Archaikum se dělí na eoarchaikum, paleoarchaikum, mesoarchaikum a neoarchaikum.
Příslušný úsek chronostratigrafické tabulky vypadá následovně:
| prekambrium | proterozoikum | proterozoikum  | 2500 Ma - ~541 Ma  |
| prekambrium | archaikum     | neoarchaikum   | 2800 Ma - 2500 Ma  |
| prekambrium | archaikum     | mesoarchaikum  | 3200 Ma - 2800 Ma  |
| prekambrium | archaikum     | paleoarchaikum | 3600 Ma - 3200 Ma  |
| prekambrium | archaikum     | eoarchaikum    | 4000 Ma - 3600 Ma  |
| prekambrium | hadaikum      | hadaikum       | ~4600 Ma - 4000 Ma |

## Geologie
Země již zchladla natolik, že se začaly vytvářet nejstarší dodnes dochované horniny. Vznikala jádra dnešních kontinentů – kratony, zdobící povrch planety jako malé ostrůvky. Zemská kůra však byla ještě tenká a podléhala neustálým přeměnám. Některé oblasti byly vyzvedávány a jiné klesaly.

## Atmosféra, hydrosféra
Z této doby pochází bezpečné doklady o existenci atmosféry a hydrosféry, jejichž počátky se datují do předchozího Hadaika. Klima bylo velmi horké a vlhké. Díky vzniku života a s ním spojené fotosyntéze se v atmosféře objevil kyslík.

## Biosféra
Vznik života je zřejmě nejdůležitější událostí tohoto období. Jeho první doklady, fosilní bakterie a sinice, jsou nalézány v nejstarších známých horninách po celém světě.